# USS Lexington (CV-2)
USS Lexington (CV-2) bio je treći američki nosač zrakoplova u sastavu Američke ratne mornarice i četvrti od pet brodova u sastavu američke ratne mornarice koji nosi ime Lexington. Služio je od 1928. do 1942. godine. Prvi je brod u klasi Lexington. Brod je 8. svibnja 1942. u pomorskoj bitci u Koraljnom moru teško oštećen, pa su ga Amerikanci sami potopili.

### Zajednički poslužitelj
|  | Zajednički poslužitelj ima stranicu o temi USS Lexington (CV-2)    |
|  | Zajednički poslužitelj ima još gradiva o temi USS Lexington (CV-2) |